# Paradise Lost (гурт)

Paradise Lost (укр. «Втрачений рай») — британський метал-гурт, заснований в місті Галіфакс. Разом із Anathema і My Dying Bride вважаються засновниками стилю дез-дум-метал та готичний метал. Гурт вплинув на музичне становлення таких колективів, як Katatonia та Anathema і на творчість ранніх The Gathering.

## Історія гурту
Гурт був заснований у 1988 в місті Галіфакс у Великій Британії. Назвою для гурту послужила поема Втрачений рай автором якої є англійський поет Джон Мілтон. Гурту було потрібно записати всього дві демо-стрічки, щоб отримати контракт на повноцінний альбом. В кінці 1989 року гурт закрився у нині легендарній Academy Studios, результатом чого став дебютний альбом Lost Paradise (1990), він відрізнявся важким звучанням, повільним темпом композицій, похмурою атмосферою і гроулінгом вокаліста Ніка Голмса. Він миттєво став найбільш продаваним релізом Peaceville Records, і гурт відправився в європейське турне на розігріві у дез-метал гурту Autopsy. Наступний альбом Gothic (1991), записаний у тому ж стилі, звучав більш мелодійно, почасти завдяки появі партій клавішних і сопрано. Gothic [Архівовано 12 березня 2021 у Wayback Machine.] приніс гурту широку популярність. З цим альбомом гурт потрапив на сторінки всіх музичних журналів і пішли пропозиції від різних фірм грамзапису. Оперативніше усіх виявилася компанія Music for Nations, яка і прибрала до рук висхідних зірок важкої музики. За ним пішов альбом Shades of God (1992). Дещо м'якше став вокал Ніка Холмса, а в музичному плані гурт швидше рушив в напрямку класичного дума за типом Candlemass і Saint Vitus, тільки з більш екстремальним звучанням.
Наступний альбом — Icon, що вийшов у 1993, — продовжив стилістичні зміни, започатковані в Shades of God. Композиції стали більш мелодійними і простими за структурою, а гроулінг Голмса змінився хрипким вокалом. Одержаний стиль не вписувався в рамки Doom / Death Metal і був згодом названий Gothic Metal. Вже після виходу альбому гурту довірили очолювати найвідоміший нідерландський фестиваль Dynamo Open Air, на якому Paradise Lost виступили перед 100 000 фанатами. У тому ж році на ринку з'явилося відразу два відео гурту, Music for Nations записали на відеоплівку один з останніх концертів гурту, «добили» її кліпами і видали касету під назвою  Harmony Breaks  (уривок запису концерту можна побачити тут [Архівовано 30 вересня 2016 у Wayback Machine.]). А Peaceville Records розкопали у себе в архівах запис концертного виступу 1989 року і випустили її під назвою Live Death. До речі, на офіційному сайті ця касета не зазначена і в даний час є раритетом. У 1994 році виходить міні-альбом Gothic EP, до якого увійшли перезаписані варіанти двох пісень з Lost Paradise і ще двох з Gothic.
Гурт продовжував активну концертну діяльність. Крім підкорення традиційних метал-ринків, тобто Європи та США (в 1995 вони були поза конкуренцією і здобули як визнання Metallica, які помітили їх в 1992-му році, так і Pantera), Paradise Lost вдалось виступити в таких країнах як Ізраїль і ПАР. Інтенсивне турне зробило тяжкий вплив на барабанщика Меттью Арчера, він залишив гурт і був замінений Лі Морісом з Heavy / Power Metal — команди Marshal Law. Альбом 1995 Draconian Times [Архівовано 14 вересня 2014 у Wayback Machine.] продовжив тенденцію зміни звучання, відрізняючись більш складними аранжуваннями і повним зникненням елементів дез-металу. Цей альбом вивів гурт в ряд найпопулярніших англійських важких гуртів. Однією з ідеї створення прославленого альбому було бажання музикантів поекспериментувати з голосом Холмса, який в деяких композиціях з цього релізу манерою співу нагадує Джеймса Гетфілда.
В 1997 вийшов альбом One Second, який охарактеризувався різкою зміною стилю навіть на тлі того, що жоден альбом гурту не схожий на інші. Тепер звучання Paradise Lost можна було описати, як готик-рок з активним використанням клавішних та електронних ефектів.
За словами Ґреґа, One Second називається так тому що він на тому етапі, 
«… коли ти турбуєшся про свою смертність. Коли ти стаєш старшим, то починаєш дивуватися „куди пішов цей час? і здається, що минуло 5 хвилин з тих пір як ми заснували цей гурт, а тут нам всім 60 років робимо нашу фігню. І коли ти по-справжньому старий, ти, можливо, відчуваєш те ж саме, думаєш, куди подівся час… Отже, ця бабуся на обкладинці озирається назад на своє життя і думає, що все трапилося як за одну секунду“. 
 Стилістичні зміни гітарист пояснив тим, що з виходом Draconian Times люди чекали більше змін у звучанні гурту, але по-факту це виявилися зміни щодо Icon (1993). З Секундою хлопці захотіли повною мірою самостійно і незалежно від слухачів розвивати свої ідеї. Докладне інтерв'ю про ті роки на офіційній сторінці музичного гурту.
Нік Голмс заспівав чистим голосом. Багато гітів з альбому, особливо однойменний One Second, а також Say Just Words [Архівовано 14 грудня 2015 у Wayback Machine.] і Mercy досі виконуються на концертах. Відбулися зміни і в зовнішньому вигляді гурту — музиканти всі, як один, змінили пишне волосся на короткі зачіски. Концертна версія альбому (One Second Live) була видана на відеокасетах і згодом перевидана на DVD. Слідом за альбомом послідувало глобальне турне. Договір з Music for Nations, закінчився в 1998 році і гурт до себе підписала одна з найбільших фірм звукозапису — EMI. „На прощання“ Music for Nations вирішили випустити збірку найкращих речей — Reflection, доповнений трьома концертними речами. У паузах між турне Нік Холмс взяв участь у записі сольного альбому співачки Лів Крістін Deus Ex Machina. Він записав частину вокальних партій до пісні „3 А. М.“. Тим часом французька фірма Holy Records підготувала триб'ют Paradise Lost As We Die For....
Наступний альбом — Host (1999) — пішов ще далі, в альбомі активно використовуються семпли, арпеджіатори, а гітарний звук майже на всьому альбомі оброблений так, що часто впізнати гітару в звучній партії досить складно, втім свою фірмову меланхолійну атмосферу гурт не розгубив. Такі гіти, як Nothing Sacred, Behind the Grey [Архівовано 9 вересня 2016 у Wayback Machine.], So Much Is Lost, Made the Same, цілком гідні звання одних з найкращих пісень, написаних Paradise Lost. Host, як і подальший Believe In Nothing (2001), вийшов на лейблі-мейджері EMI.
Варто відзначити, що експерименти гурту, починаючи з альбому One Second, припали до смаку далеко не всім шанувальникам, саме з того моменту беруть початок знамениті розмови і суперечки про „опопсіння“ Paradise Lost — за альбом „Host“ гурт за очі обзивали новим Depeche Mode. Парадокс чи ні, але продажу здавалося б більш доступних для масової публіки „Host“ і „Believe In Nothing“ були помітно менше, ніж бестселера „Draconian Times“. Believe In Nothing став другим і останнім альбомом Paradise Lost на лейблі EMI. Дана робота стилістично тяжіє до попереднього релізу, але містить менше електроніки і більше гітарного (альтрок- і гранжевого) саунду.
Альбом 2002 Symbol of Life спродюсував Рис Fulber (Line Assembly Front, Fear Factory) і був випущений на лейблі GUN, підрозділі BMG. Звук на альбомі ще важчий, ніж на Believe In Nothing, однак навряд чи має багато спільного з попереднім і зі старим матеріалом гурту. На „Symbol of Life“ активно використовуються індустріальні електронні ефекти, жорсткі сучасні нью-металу (Isolate) рифи і семпліровані ударні. Одне лише залишається незмінним: фірмова меланхолійна атмосфера та тексти Голмса. Треки Erased і No Celebration часто присутні і в сучасних концертних сет-листах гурту.
Однойменний альбом Paradise Lost (2005) ознаменував собою часткове повернення до „коренів“, стилістично його можна описати, як якийсь сплав старої творчості (Draconian Times) і пізніших релізів. Гітарний звук знову став превалюючим в музиці гурту, електроніка практично пішла в небуття. Голмс і Макінтош знову обзавелися довгим волоссям, немов натякаючи про те, що повернення до старого відбулось всерйоз і надовго. Хлопці відгукнулися про свій десятий повноформатник позитивно, назвавши його „об'єднуючим“ колишні й майбутні роботи.
In Requiem (2007) характеризується ще більш очевидним поверненням до саунду періоду „Icon“, „Draconian Times“, тільки в сучасному варіанті і при деякому збереженні напрацювань періоду 1997—2002 рр. Заодно „In Requiem“ став найбільш продаваним з часів „Draconian Times“. Музиканти охарактеризували його як „початок чогось нового“.
У серпні 2008 року ударник Джеф Сінгер оголосив про своє рішення покинути гурт у зв'язку з тим, що музична кар'єра стала для нього обтяжливою і не дозволяє приділяти час спілкуванню з сім'єю. Деякий час по тому новим ударником колективу став Адріан Ерландссон (Cradle Of Filth, The Haunted, At The Gates).
У вересні-жовтні 2009 року гурт випустив дванадцятий за рахунком студійний альбом, який отримав назву Faith Divides Us - Death Unites Us. Гітаристи Ґреґор Макінтош і Аарон Еді вперше взяли в руки семиструнні гітари, а продюсером диска виступив Єнс Богрен. Звучання Paradise Lost стало ще важче, ніж на альбомі In Requiem — принаймні, самі музиканти зізнаються, що не писали таких агресивних пісень вже довгий час. Gothic Metal як і раніше є головною і невід'ємною складовою стилю гурту, але на Faith Divides Us - Death Unites Us в окремих піснях виразно помітні елементи дум-металу й навіть геві-металу.
Нік Голмс: „Що стосується важкого саунду двох останніх альбомів, то справа перш за все в студійній реалізації, а не в особливостях пісень і композицій. На трьох альбомах, що передували In Requiem, вокал в центрі уваги — він був виведений вперед, а гітари і барабани, навпаки, приглушені. На In Requiem ми звернулися до характерного металевого звучання, зробивши наголос на гітари і гучну ритм-секцію. А на Faith Divides Us - Death Unites Us пішли ще далі, викрутивши ручки на повну. З кожним альбомом ти прагнеш виразити себе найбільш повно, домогтися досконалості — і іноді це спрацьовує. Іноді — ні. Але ми дійсно постаралися записати один із найекстремальніших дисків в історії Paradise Lost.“
На початку 2010 Paradise Lost змушені були тимчасово змінити головного гітариста у зв'язку з сімейними проблемами Ґреґора Макінтоша, який не зміг продовжити концертний тур на підтримку нового альбому. Тимчасовим гітаристом колективу став Міллі Еванс (за сумісництвом клавішник у групі Terrorvision).
2011 рік ознаменувався для гурту та її фанатів перевиданням альбому Draconian Times, приправленого виходом концертного DVD „Draconian Times MMXI“ (2011). Позитивна реакція публіки на міні-тур на підтримку класичного альбому гурту за відгуками самих музикантів „перевершила всі наші очікування“, а також дозволила Ґреґору Макінтошу згадати як і чому він грав в колишні часи так, а не інакше. Варто додати, що Драконівські Часи після перевидання звучать дійсно чистіше: ремастеринг пішов альбому на користь, та й раннє невидані пісні порадують будь-якого цінителя PL.
У результаті всієї цієї справи 23 квітня 2012 відбувся реліз чергового повноформатного альбому групи — Tragic Idol, що став 13-м за рахунком для музичного колективу. Більшість музичних оглядів, рецензій та інтерв'ю з гуртом про нову роботу свідчать про те, що цей альбом — один з найсильніших за всю історію групи. Аарон Еді вже назвав Tragic Idol „найкращим“ і „улюбленим“, а Ґреґор Макінтош відчуває його як продовження альбому Icon (1993) — настільки близький йому Tragic Idol за стилем і атмосферою. Крім того, кожен, хто знає творчість цих вихідців із Сполученого Королівства, погодиться, що „Fear of Impending Hell“ вражаюче схожа за структурою на „Hallowed Land“ з згаданого вище Draconian Times, а епічність „The Glorious End“ нагадує» Jaded", якою і завершуються Драконівські Часи. В цілому — альбом вийшов більш жорстким і мелодійним, ніж його попередник. Клавішні семпли в тілі пісні присутні тільки в старої школи Doom Metal треку «Solitary One», з якою і стартує Tragic Idol, а елементів думу в поєднанні з класичним геві-металом (послухати ту ж «In This We Dwell») цей реліз несе в собі багато більше. Так, наприклад, друга композиція під назвою «Crucify» написана під неприхованим музикантами впливом на них дідів важкого року (так само як і основоположників пред-дума) Black Sabbath.
У квітні 2012 року гурт почав масштабний тур по Великій Британії за підтримки Insomnium а також вперше з 1995 року потрапив в Австралію де мав великий успіх. За даними журналу Decibel, який присвятив Paradise Lost спеціальний випуск номера, єдиним, про що жалкує лідер і вокаліст групи Нік Голмс, є те, що музиканти «не встигли вчасно зорієнтуватися і підготувати аудиторію з тим, щоб бути відомими в Штатах». «Це ганьба. Ти не можеш завжди давати концерти багатотисячним залам але зате, коли про тебе знають в країні — ти можеш зробити тур» — зізнався музикант в інтерв'ю журналу Decibel Magazine за квітень-травень 2012 року в Північній Америці. Дещо пізніше гурт дав серію концертів в Штатах в рамках «Barge to Hell», а також виступив як спеціальний гість разом з Katatonia і Devin Townsend Project в ході турне «Epic Kings and Idols tour in the USA». Уважний спостерігач безсумнівно помітив ряд коментарів на YouTube та іноземних інтернет-порталах про важку музику, залишених людьми, присутніми на тих концертах.
Сенс їх зводиться, в основному, до наступного: а) Paradise Lost і раніше гурт ледь і ледь відомий в Штатах (і, тим не менш, вже має свою аудиторію)
б) Багато американців кажуть, що «цей вокаліст розніс би в пух і прах Джеймса Хетфілда з Металліки, якби вони виступали на одній сцені. Але музика вражає, це так» [Архівовано 2 квітня 2015 у Wayback Machine.] і т. ін.
Так чи інакше, це подоба аналізу творчої активності гурту в США не можна назвати повною мірою об'єктивним, а тому, звернемо увагу читача на те, що живі виступи гурту в 2012—2013 роках стали
а) Жорсткіше і агресивніше (наприклад, As I Die на одному з метал-фестів звучить чудово за нинішніми мірками, порівняно з оригінальною композицією з альбому 1992-го року)
б) Нік Голмс, в той же час, став частіше втрачати свій голос, пояснюючи це недосипом і втомою. Крім того відомо, що часті перельоти з країни в країну ведуть до «перебудови» систем людського організму (а вірніше, швидкісної і далеко не завжди якісно позитивної спроби його адаптації до мінливих умов) на тлі частої зміни часових поясів і порушення біоритмів індивідуума. Простіше кажучи, постійний напряг веде до виснаження, яке стає все важче і важче компенсувати при щільному ритмі життя (концертному графіку).

### Чверть століття існування гурту
26 березня 2013 Нік Голмс у своєму Твіттер-акаунті [Архівовано 2 січня 2015 у Wayback Machine.] повідомив, що в цей день PL виповнюється 25 років [Архівовано 11 березня 2016 у Wayback Machine.]! Паралельно цієї новини з'явилася й інша: вокаліст прославленої команди зареєструвався на «JustGiving [Архівовано 3 квітня 2015 у Wayback Machine.]» для того, щоб зібрати 1000 фунтів стерлінгів (по факту сума зборів швидко перевалила за тисячу) і зробити пожертвування в користь дітей з глибокими розумовими, емоційними та ін. психологічними обмеженнями. Зібрані пожертви виконавець пообіцяв передати в організацію, що займається арт- і музичною терапією з такими дітьми.
Вирішивши взяти участь у благодійному велокросі виконавець повідомив, що Century Media Records видасть масштабну компіляцію найпомітніших альбомів лейбла останнього часу, та присвятить її до 25-річчя лейблу. В рамках цієї збірки буде перевиданий альбом Paradise Lost 2007-го року. Таким чином Century Media робить подарунок як собі, так і гуртові з його слухачами, щоб вони могли відсвяткувати чверть століття існування колективу. Відомо, що In Requiem буде перевиданий укупі з 8-ма концертними треками.

«Я пам'ятаю нашу першу репетицію на Studio X в комплексі Dean Clough, Галіфакс. Це було в суботу, 26 березня між 13 і 16-ю годинами дня. У нас було кілька ідей, що витають в повітрі, і ми вирішили все влаштувати, написавши наш перший опус, „Blood Filled Eyes“, і почавши писати другий, „Plans of Desolation“, і я лише можу назвати ці пісні унікальними. Після всього цього ми пішли в паб відсвяткувати. Три з половиною місяці потому ми грали наживо, підтримуючи Re-Animator в легендарному братфордському Frog and Toad Night Club. У нас було пів години, і ми відіграли 15 хвилин, причому одну пісню двічі, а також кавер на Sodom, який до пуття не вивчили, і Нік Холмс зробив усе, щоб ми вистояли час, що залишився».  — Згадує Аарон Аеді…
17 червня відбудеться велике шоу в рамках Metal Hammer Golden Gods Awards при підтримці Крістіни Скаббіа (Lacuna Coil) і Gus G (Firewind, Ozzy Osbourne), так що сет-лист буде дуже особливим. Крім того, Paradise Lost відіграють 4 святкових концерти в рамках ювілейного мінітуру «Tragic Illusion» в себе у Великій Британії. Сам Нік каже з цього приводу наступне:

«25 років — це довгий термін, і зовні ми можемо виглядати розваленими, але музикування протягом стількох років тримає нас молодими в наших серцях, і я по-справжньому вірю, що молодий / юнацький дух — це та штука, яку я не можу купити в пабі. Нами написано багато альбомів, зіграно чимало концертів; ми старші, але нітрохи не мудріші і є реально серйозна можливість того, що ми можемо зіграти пісню, яку ти б від нас ні за що не очікував [почути]. Так що, будь ласка, приєднуйтесь до святкувань разом з нами, що включає в себе наше найбільше хедлайнерівське шоу у Великій Британії, присвячене річниці». 
Оригінал новини про цей захід можна знайти на сайті гурту.

### Цікаві факти
На початку 90-х років під час туру по Норвегії кілька шанувальників блек-металу, зокрема, гурту Burzum, зробили «атаку» на автобус гурту, порахувавши її «прохристиянською». За словами вокаліста Paradise Lost Ніка Голмса, вони «намалювали пару перевернутих зірок на брудному борту автобуса і вибили вітрове скло, тільки і всього. Ми про це говорили мільйон разів, але людям хочеться вірити, що це було щось грандіозне. Насправді нічого особливого-то і не сталося».
А ось як пан Голмс прокоментував музичний розвиток свого дітища в одному з відео-інтерв'ю [Архівовано 8 квітня 2016 у Wayback Machine.]:
 «Пару років тому Ґреґ почав знову грати death metal, так що, можна сказати, ми Paradise Lost і Vallenfyre [Архівовано 7 грудня 2013 у Wayback Machine.] — пройшли повне коло і замкнули його. Коли ми починали, можна сказати, було 6 heavy metal гуртів, і далі їх кількість все більше посилювалось. Ми досі в музиці повертаємося до Black Sabbath, тому що вони залишаються найкращими. Зараз молодим слухачам важко знайти реально хороший гурт, тому що „важких“ команд повно. Це найбільша різниця між тим що було, і тим, що стало тепер. Ми ніколи не приділяємо надто пильної уваги напрямку музики, яку граємо. Якщо ти не робиш те, що тобі подобається, то на виході вийде нісенітниця. Життя це постійні зміни, ось, що я думаю. Гурти, що грають 20 років одне й те ж це нудно». 
Найбільш авторитетним вокалістом з усього моря виконавців метал-музики для Голмса є великий і жахливий Оззі Озборн (вперше PL виступали з легендарним співаком Чорного шабашу на одному з фестивалів у 1995-му, а пізніше він запрошував їх на «Ozzfest»). Містер Голмс так само високо цінує голос не менш знаменитого ніж Оззі, але зате, на жаль, нині покійного Ронні Джеймса Діо. Виконавець з повагою ставиться до творчості Iron Maiden.
Ґреґ і Нік люблять ранні альбоми Celtic Frost (нині розформованний), так само як і альбом гурту, який помер разом з Пітером Стілом (лідером і вокалістом готик-метал колективу із США) Type O Negative під назвою October Rust. Обидві команди кілька разів перетиналися в рамках своїх концертних заходів, а у 2007-му TON виступив за підтримки HIM на одній сцені з іменитими британцями. «Парадайзи» так само дружать з учасниками Doom / Stoner Metal команди Cathedral.

## Учасники гурту
- Нік Голмс (Nick Holmes) — вокаліст (1988-)
- Ґреґор Макінтош (Gregor Mackintosh) — лідер-гітарист, клавішник (1988-)
- Аарон Аеді (Aaron Aedy) — ритм-гітарист (1988-)
- Стівен Едмондсон (Stephen Edmondson) — бас-гітарист (1988-)
- Джеф Сінгер (Jeff Singer, 2004—2008, з 2025) — барабанщик, сесійний барабанщик (2009, 2012, 2013, 2014)

### Колишні учасники гурту
- Адріан Ерландссон (Adrian Erlandsson, 2009—2016) — барабанщик
- Меттью Арчер (Matthew «Tudds» Archer, 1988—1995) — барабанщик
- Лі Морріс (Lee Morris, 1995—2004) — барабанщик, бек-вокаліст
- Валттері Вайрінен (Waltteri Väyrynen) — барабанщик (2017-2022)
- Ґвідо Зіма Монтанаріні (Guido Zima Montanarini) - барабанщик (2023-2025)

### Сесійні музиканти
- Пітер Демін — студійний барабанщик на час запису альбому Faith Divides Us - Death Unites Us
- Міллі Еванс — тимчасовий гітарист в концертах 1999, 2005, 2010 років, клавішник і бек-вокаліст на концерті і DVD  Draconian Times MMXI (2011)

## Дискографія

### Повноформатні альбоми
- Lost Paradise (1990, Peaceville, Death / Doom Metal)
- Gothic (1991, Peaceville, Death / Doom Metal)
- Shades of God (1992, Music for Nations, Death / Doom Metal)
- Icon (1993, Music for Nations, Gothic / Doom Metal)
- Draconian Times (1995, 2CD, Music for Nations, Gothic / Doom Metal)
- One Second (1997, Music for Nations, Gothic Rock)
- Host (1999, EMI, Gothic Rock / Synth Pop)
- Believe in Nothing (2001, EMI, Gothic Rock)
- Symbol of Life (2002, GUN records, Gothic Rock)
- Paradise Lost (2005, GUN records, Gothic Metal)
- In Requiem (2007, Century Media, Gothic Metal)
- Faith Divides Us - Death Unites Us (2009, Century Media, Gothic Metal)
- Tragic Idol (23 квітня 2012, Century Media, Gothic / Doom Metal)
- The Plague Within (29 травня 2015, Century Media, Doom / Death Metal)
- Medusa (1 вересня 2017, Nuclear Blast, Doom / Death Metal)
- Obsidian (15 травня 2020, Nuclear Blast, Gothic / Death Metal)

### Концерти
- Live Death (1990)
- Harmony Breaks (1993)
- Live in Sopot Festival, Poland (1995)
- One Second Live (1998, 76 хв.)
- Live At Koln (1999, 31:37 хв)
- Evolve (2002)
- The Anatomy of Melancholy (2008)
- Draconian Times MMXI (2011)